# Tisztítótűz (album)
A Tisztítótűz a Moby Dick együttes nyolcadik lemeze. Az album a Magneoton-Warner kiadó gondozásában jelent meg 1997-ben. A Tisztítótűz csak a 22. helyig jutott a Mahasz Top 40-es lemezeladási listáján, és mind a mai napig az együttes legvitatottabb albuma. A Moby Dick ezen a lemezen megpróbálta meglovagolni az éppen aktuális groove metal, nu metal trendet a Sepultura, a Soulfly és a Korn nyomán, de a rajongók elutasították a próbálkozást. A zenekar korábbi állandó szövegírója, Pusztai Zoltán, ezen az albumon mindössze egyetlen dal szövegét jegyzi, így a megszokott magas színvonal ezen a téren nagyot esett. A zenekar mélyrepülését már nem lehetett megállítani, és a következő évben fel is oszlottak.

## Az album dalai
| #   | Cím                           | Szerző(k)              | Hossz |
| --- | ----------------------------- | ---------------------- | ----- |
| 1.  | Égess meg                     | Schmiedl Tamás         | 4:31  |
| 2.  | Üvöltés                       | Schmiedl               | 3:07  |
| 3.  | Rekviem (instrumentális)      | Schmiedl, Hoffer Péter | 0:58  |
| 4.  | Rezervátum                    | Mentes Norbert         | 3:02  |
| 5.  | Zuhanás                       | Schmiedl, Mentes       | 5:21  |
| 6.  | Külön a lélek                 | Mentes, Pusztai Zoltán | 3:29  |
| 7.  | Unom a banánt                 | Mentes, Schmiedl       | 3:29  |
| 8.  | A király                      | Schmiedl, Mentes       | 3:45  |
| 9.  | Vágd le!                      | Hoffer, Mentes         | 4:15  |
| 10. | Semmiből sehová               | Mentes, Schmiedl       | 3:18  |
| 11. | Ugass kutya! (1997-es verzió) | Schmiedl               | 4:38  |

## Közreműködők
- Schmiedl Tamás – gitár, ének
- Mentes Norbert – gitár, szólógitár
- Gőbl Gábor – basszusgitár
- Hoffer Péter – dobok